# Narp (Pyrénées-Atlantiques)
Narp [naʁp] ist eine französische Gemeinde mit 122 Einwohnern (Stand 1. Januar 2022) im Département Pyrénées-Atlantiques in der Region Nouvelle-Aquitaine (vor 2016: Aquitanien). Die Gemeinde gehört zum Arrondissement Oloron-Sainte-Marie und zum Kanton Orthez et Terres des Gaves et du Sel (bis 2015: Kanton Sauveterre-de-Béarn).
Die Bewohner werden Narpois und Narpoises genannt.

## Geographie
Narp liegt ca. 30 km nordwestlich von Oloron-Sainte-Marie in der historischen Provinz Béarn.
Umgeben wird der Ort von den Nachbargemeinden:
| Orriule  | Castetbon                                   |        |
| Laàs     | Kompassrose, die auf Nachbargemeinden zeigt | Ossenx |
| Montfort | Araujuzon                                   |        |

Narp befindet sich im Einzugsgebiet des Flusses Adour am rechten Ufer des Gave d’Oloron. Zwei seiner Nebenflüsse, der Ruisseau du Salié und der Ruisseau de Mignou, münden auf dem Gebiet der Gemeinde in den Gave.

## Geschichte
Bei der Volkszählung des Béarn im Jahre 1385 wurden in Narp 28 Haushalte gezählt, und das Dorf gehörte zur Bailliage von Navarrenx. Es gab ein Laienkloster, Vasall des Vicomtes von Béarn, das die Jahrhunderte überdauerte, denn Théophile Saint-Jacques, einer der Äbte, wurde 1625 in der Ständeversammlung empfangen. Die strategische Bedeutung der Gemeinde zeigte sich, als dort zwischen 1895 und 1910 die erste Brücke zwischen Navarrenx und Sauveterre-de-Béarn über den Gave d’Oloron errichtet wurde.
Toponyme und Erwähnungen von Narp waren:
- Narb (14. Jahrhundert, Volkszählung im Béarn),
- Sent-Pe de Narb (1412, Notare aus Navarrenx),
- Narp (1750, 1793 und 1801, Karte von Cassini, Notice Communale bzw. Bulletin des Lois).[3][6][7]

### Einwohnerentwicklung
Nach einem Höchststand der Einwohnerzahl von 335 in der Mitte des 19. Jahrhunderts reduzierte sich die Zahl bei kurzen Erholungsphasen bis zur Jahrtausendwende auf rund 115, bevor ein leichter Aufwärtstrend einsetzte.
| Jahr      | 1962 | 1968 | 1975 | 1982 | 1990 | 1999 | 2006 | 2009 | 2022 |
| --------- | ---- | ---- | ---- | ---- | ---- | ---- | ---- | ---- | ---- |
| Einwohner | 147  | 129  | 138  | 120  | 117  | 114  | 116  | 120  | 122  |

## Sehenswürdigkeiten
- Die Pfarrkirche, gewidmet dem Apostel Simon Petrus, ist im 19. Jahrhundert errichtet worden. Das einschiffige Langhaus wird von zwei Seitenkapellen eingerahmt, die ein falsches Querschiff bilden, und wird mit einer halbrunden Apsis verlängert. Ein viereckiger Glockenturm über dem Eingangsvorbau wurde kurz nach Fertigstellung der Kirche angebaut. Mit seinem stark geneigten Pyramidendach aus Schiefer, das typisch für das Béarn der Gaves ist, hebt er sich vom Langbau ab. Er besitzt Schallöffnungen der Glockenstube an allen vier Seiten in Rundbogenform. Glasfenster der Glasmalerei Mauméjean aus Pau lassen Licht in den Innenraum. Neoromanische Malereien aus dem späten 19. oder frühen 20. Jahrhundert verschönern den Chor. Sie stammen aus dem Atelier Montaut aus Oloron oder vom Maler Victor Querillacq. Ein Ölgemälde dominiert die Rückwand des Chors. Es trägt die Überschrift „Christus reicht dem heiligen Petrus die Schlüssel“ und ist signiert von Paul Montaut (1806–1867) aus Oloron. Paul kam aus einer Künstlerdynastie, deren Werke vom 17. bis zum 20. Jahrhundert in den Kirchen der Region um Oloron sehr verbreitet anzutreffen sind.[9][10][11]

- Laienkloster. Es ist von seinem Abt vermutlich am Ende des Mittelalters am Fuße der Anhöhe errichtet worden, auf der sich die Pfarrkirche befindet. 1625 war es im Besitz von Théophile Saint-Jacques, in der Folge der Familien Sarraméa (1653–1715) und Darret, die im 17. Jahrhundert aus Accous kamen. Das Anwesen besteht aus einem Wohntrakt, dessen Außenwände mit einem dreifachen Genueser Fries, bestehend aus einer dreifachen Ziegelreihe im Mörtel, umgeben sind. Das Wohngebäude besitzt drei Etagen und ein Dachgeschoss sowie einen Anbau an der Nordseite. Das Dach des Gebäudes ist stark geneigt und mit Flachziegeln gedeckt. An der Südfassade befinden sich zwei kleine Eingänge in Rundbogenform mit Bruchsteinen aus Sandstein umrahmt. Die Eingangstür aus gesicktem Holz ist mit Werksteinen, Gewänden und Gebälk eingefasst. An der Westseite sind zwei Zwillingsfenster aus dem 16. Jahrhundert zu sehen, die heute zugemauert sind. Dies gilt auch für die Fenster des Treppenturms, der aus dem 17. Jahrhundert datiert. Im Innern des Laienklosters befindet sich noch eine Treppe mit dicken Balustern im Louis-treize-Stil.[12]

- Bahnhof von Narp-Montfort. Von 1901 bis 1931 wurde eine Lokalbahnstrecke von Oloron-Sainte-Marie nach Sauveterre-de-Béarn mit einem Halt in Narp betrieben. Das einfache, zweistöckige Bahnhofsgebäude aus Werksteinen ist heute ein Wohnhaus in Privatbesitz.[13]

## Wirtschaft und Infrastruktur

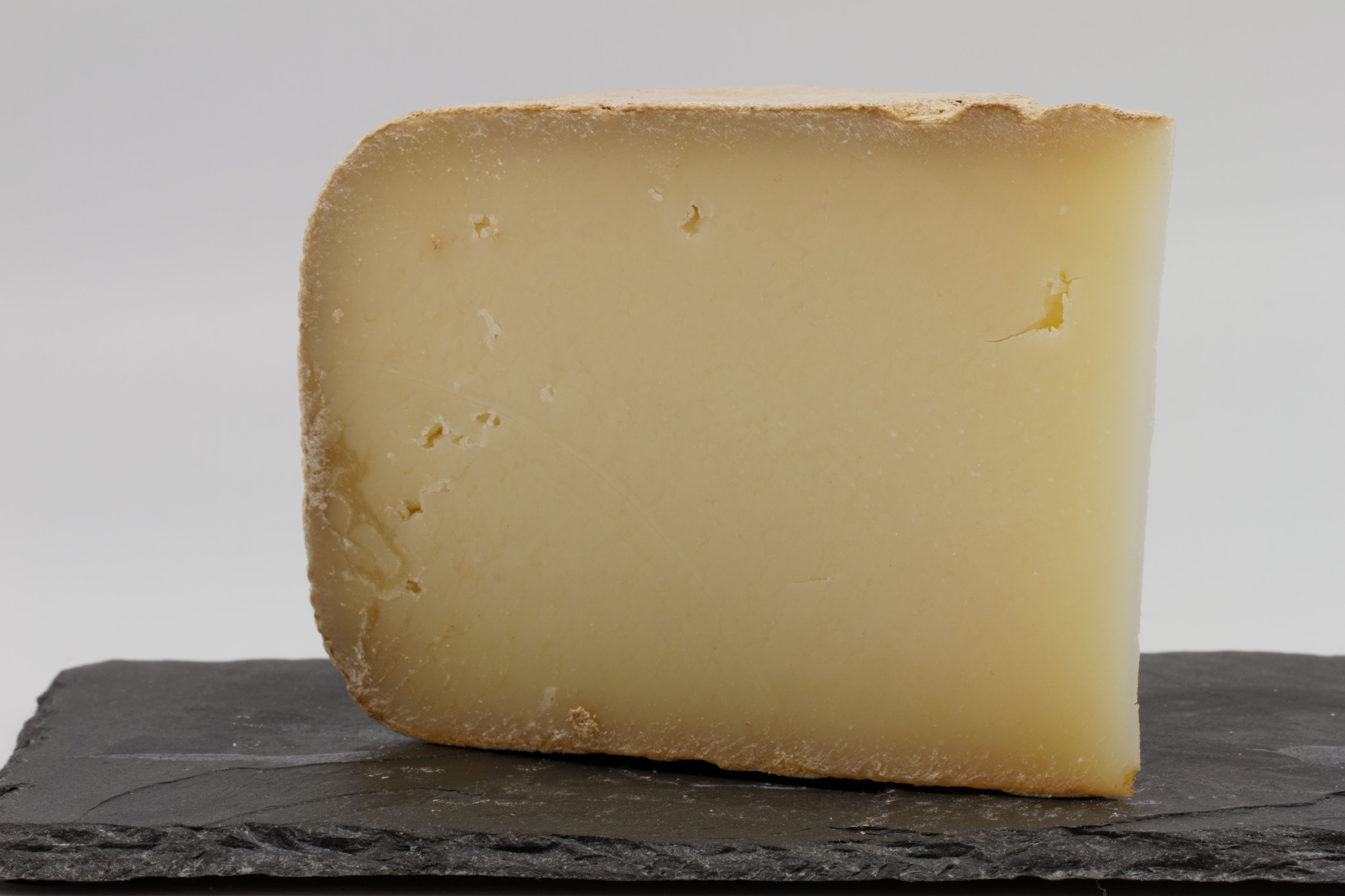
Ossau-Iraty

Die Landwirtschaft ist traditionell der wichtigste Wirtschaftsfaktor der Gemeinde. Narp liegt in den Zonen AOC des Ossau-Iraty, eines traditionell hergestellten Schnittkäses aus Schafmilch, sowie der Schweinerasse und des Schinkens „Kintoa“.

### Verkehr
Narp ist angeschlossen an die Routes départementales 27, 30 und 265.